# Marco Bürki
Marco Bürki (* 10. Juli 1993 in Bern) ist ein Schweizer Fussballspieler, der als Innenverteidiger spielt. Er steht seit Sommer 2021 beim FC Thun unter Vertrag. Der Linksfüsser ist der Bruder des Torhüters Roman Bürki.

## Karriere

### Vereine
Bürki spielte ab 2006 in der Juniorenabteilung des BSC Young Boys. In der Saison 2011/12 kam er zu seinem Debüt in der Super League. Infolge eines Mittelfussbruches fiel er von Oktober 2013 bis zum Ende der Saison 2013/14 aus. In der neuen Saison 2014/15 hatte er zwei Meisterschaftseinsätze, bevor er sich erneut am Fuss (diesmal am Knöchel) verletzte. Erst ab März 2014 stand er wieder im Kader und hatte bis zum Saisonende noch drei Ligaspiele.
Zur Saison 2015/16 wurde er an den FC Thun ausgeliehen.
In der Saison 2017/18 war Bürki wieder für den BSC Young Boys aktiv und wurde mit dem Verein Schweizer Meister. Da sein Vertrag mit Bern Ende der Saison ablief, unterschrieb er schon Ende März 2018 einen neuen Vertrag mit einer Laufzeit von drei Jahren (zuzüglich Verlängerungsoption) beim belgischen Erstdivisionär SV Zulte Waregem.
Mitte Februar 2020 wechselte er zurück in die Schweiz zum FC Luzern.
Nach der Spielzeit 2020/21 verliess er den Verein wieder und kehrte in die zweitklassige Challenge League zum FC Thun zurück.

### Nationalmannschaften
Zwischen 2010 und 2013 bestritt er einige Freundschaftsspiele für die Schweizer U-18-, U-20- und U-21-Nationalmannschaft. Zum Kader der A-Nationalmannschaft gehörte er bis jetzt nicht.

## Erfolge
- Schweizer Meister: 2017/18 (BSC Young Boys)